# أرنو شميدت
أرنو شميدت (بالألمانية: Arno Schmidt) (و. 1914 – 1979 م) هو لغوي، ومترجم، ومصور، وكاتب من ألمانيا . ولد في هامبورغ.
توفي في سيلي.

## أعمال بارزة
من أهم أعماله:
- Zettels Traum.

## جوائز
حصل على جوائز منها:
- Goethe Prize.

## روابط خارجية
- أرنو شميدت على موقع الموسوعة البريطانية (الإنجليزية)
- أرنو شميدت على موقع مونزينجر (الألمانية)
- أرنو شميدت على موقع ميوزك برينز (الإنجليزية)
- أرنو شميدت على موقع ديسكوغز (الإنجليزية)